# یخچال (معماری)

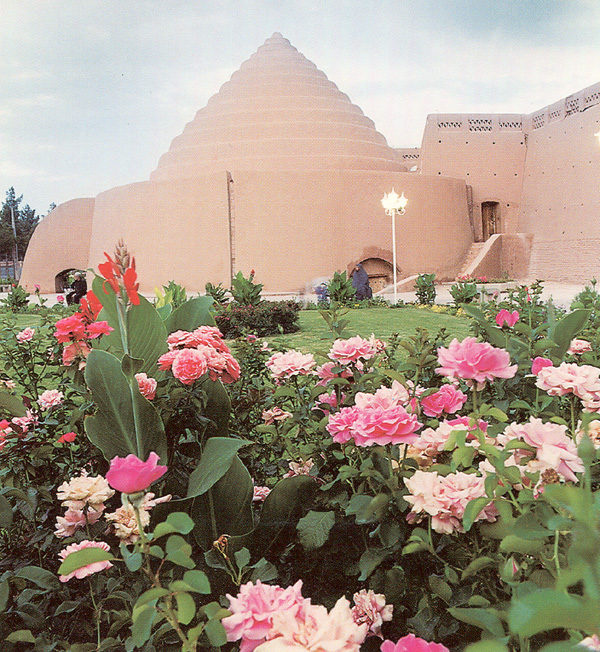
یخدان مؤیدی، کرمان

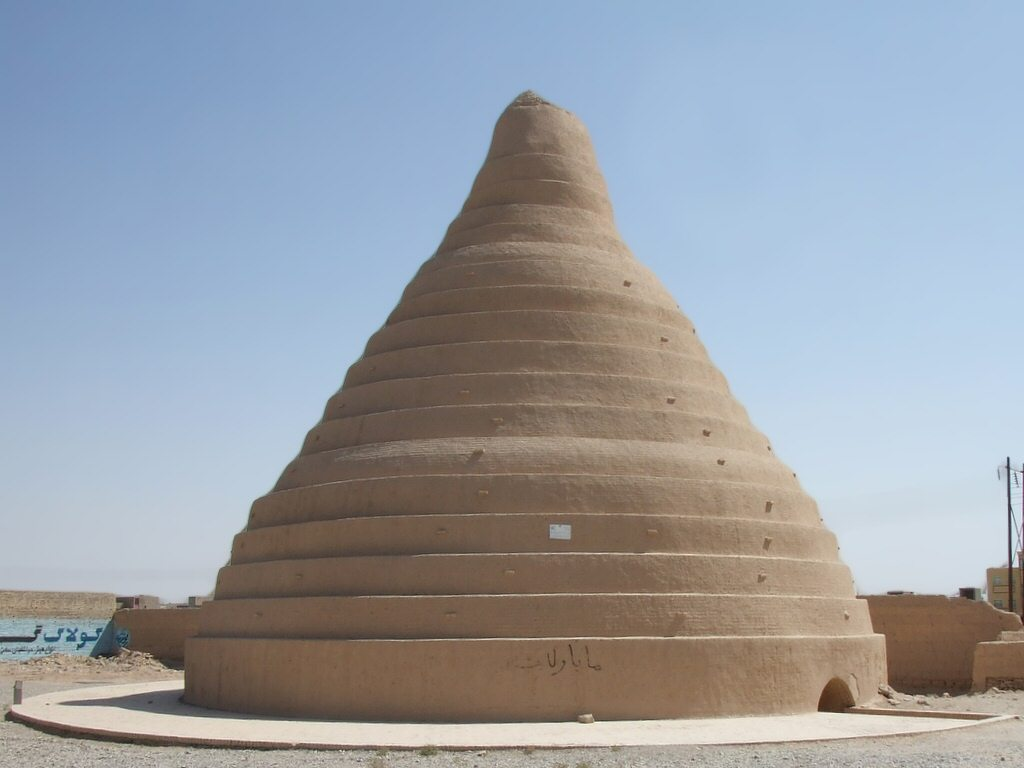
یخ‌چالی در استان یزد

یخدان یا یخچال، گونه‌ای ساختمان است که در معماری قدیم ایران برای تولید و نگه‌داری یخ ساخته می‌شد. معمولاً هر یخچال دارای یک استخر و یک دیوار بلند (بنام حصار) و یک مخزن گنبددار بود. حصار طوری ساخته می‌شد که تمام روز سایه آن بر استخر می‌افتاد و از گرم شدن آب استخر جلوگیری می‌کرد. یخی را که در زمستان در استخر یخچال درست می‌شد می‌شکستند و در خزانه انبار می‌کردند و در فصل گرما آن را به کار می‌بردند.
از نظر هنر معماری و نیز دانش مهندسی، یخچال یکی از بهترین مصداق‌های دانش «انسان-طبیعت-معماری» و تعامل انسان با رفتارهای طبیعت و عناصر طبیعی در فصول مختلف سال است.

## کارکرد
بنای یخچالهای قدیمی، غریب‌ترین عناصر معماری هستند که نه تنها مورد بی مهری قرارگرفته، بلکه تقریباً به بوته فراموشی سپرده شده‌اند. در وجود یخچالها و تولیداتش که در قلب تابستانهای داغ و سوزان، خنکای آب گوارا را به درون خانه‌ها می‌کشاند، رمز و رازی وجود دارد که حکایت از معجز ه فروتنانه خشت خام و دست‌های پرتوان معمار فرزانه‌ای می‌کند که به عشق خدمت به خلق، خشت بر خشت نهاده‌است.
در سرتاسر خطه ایران زمین و به خصوص در مناطق گرم و خشک که دارای تابستانهای طاقت فرسا می‌باشند، یخ همواره از ضروریات مردم به‌شمار می‌رفته که علاوه بر خنک نمودن آب شرب، برای حفظ خوراکی‌ها نیز مورد استفاده قرار می‌گرفته‌است. برخلاف آب انبارها و برکه‌های عمومی آب آشامیدنی در شهرها و روستاها که احداث آن‌ها از مبانی خیرات محسوب می‌شده و ساختمان و آبش وقف بوده، یخچالها منابع درآمد زیادی برای صاحبانش به‌شمار می‌رفته‌اند.

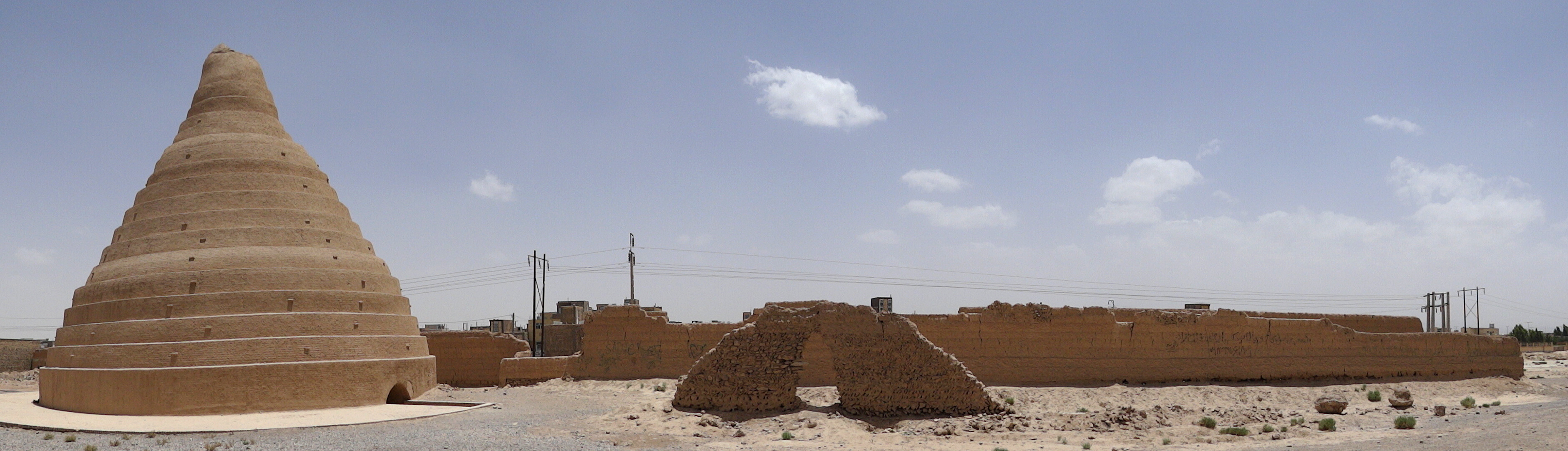
پانورامایی از یخچال خشتی ابرکوه

## تاریخچه

تأسیسات یخچال مصنوعی اطراف تهران (عکس از والتر میتل‌هولتسر حوالی سال ۱۳۰۴)

از پیشینه تاریخی یخچالها تا دوره صفوی اطلاعات دقیقی در دست نیست. هر چند در متون تاریخی و داستانها و اشعار قبل از دوره صفوی استفاده از یخ به وفور یافت می‌شود؛ اما از نحوه تولید آن سخنی به میان نیامده است. قدیمی‌ترین مدارک، مربوط به سفرنامه «شاردن» سیاح فرانسوی دوره صفوی است.
شاردن در سال ۱۰۷۶ هجری، در این سفرنامه به طرز تهیه یخ در یخچالهای شهر اصفهان پرداخته، وی می‌نویسد: «در یک محوطهٔ گود، گودال عمیقی رو به شمال حفر می‌کنند و در مقابل آن مربع‌هایی به عمق شانزده تا بیست شست به مانند تشتکی فراهم می‌آورند، آنگاه شامگاهان اینها را از آب مالامال می‌سازند … صبحگاهان که کاملاً منجمد می‌شود آن را با رندهٔ باغبانی یا شن کش می‌شکنند و تکه‌تکه می‌کنند و تمام این قطعات را در گودال مزبور روی هم انبار می‌کنند و در آنجا دوباره تا حد امکان به تکه‌های کوچکتر مبدل می‌کنند، چون هر اندازه یخ بیشتر خرد شود بهتر منجمد می‌شود. سپس حوضچه‌های مربع شکل را مانند روز گذشته با آب تازه پر می‌کنند و هنگام غروب با کدوهای قلیانی دسته دار (آب پاش) قطعات یخ گودال را آب پاشی می‌کنند تا بهتر به هم بچسبند. بعد از اقلاً هشت روز کار مداوم به ترتیب بالا، قطعات یخ به ضخامت پنج تا شش پا به دست می‌آید، و آن وقت شب هنگام مردم معمولی محله را جمع می‌نمایند و اینان با فریاد و هلهله و شادی عظیم در حالتی که مشعل‌هایی پیرامون گودال افروخته شده با آهنگ ساز و ابزار طرب که برای تهییج آنان نوخته می‌شود در گودال فرود می‌آورند… در مدت شش هفته، یک توازی (معادل ۱/۰۴۹ متر) و بیشتر به گودی و درازا و پهنای مطلوب انباشته مالامال از یخ می‌گردد…» (سیاحت نامهٔ شاردن، ترجمهٔ محمد عباسی، ج ۴، ص ۲۷۰–۲۷۲)
قدیمی‌ترین تصاویر از یخچالهای دوران صفویه هم به شاردن نسبت داده شده‌است، که در سفرنامهٔ خود دورنمایی از شهر کاشان را به تصویر کشیده و یخچالهای این شهر را بیرون از قلعه و برج و باروی شهر نشان داده‌است.
«کرنلین بروین» هلندی نیز که در سال ۱۱۱۴ هـ.ق. وارد ایران شد تصویری از یک یخچال در شهر قم را در کتاب خود آورده که یکی از مهم‌ترین اسناد تاریخی از یخچال‌های دورهٔ صفوی است. در این تصویر مخزن یخچال را گنبدی از نوع «رک زینه ای» تشکیل می‌دهد و دیوار سایه انداز آن در سمت چپ عکس دیده می‌شود.
اما نمونه ای از توصیف یخچال‌های دوران قاجار در کتاب «نصف جهان فی التعریف الاصفهان» آمده‌است، مؤلف وضع یخچال‌های اصفهان در دورهٔ قاجاریه را همان گونه توصیف می‌کند که شاردن به آن اشاره کرده، وی می‌نویسد: «یخچالی که ساخته شده و دیواری بلند طرف جنوب آن دارد و از طرف مشرق به طرف مغرب کشیده شده و پای آن گودالی عمیق است که موضع جمع آوری و حفظ یخ است. طرف شمال این گودال کرت‌های بلندی درست کرده‌اند و در زمستان از آب نهرها زیاد در آن می‌نمایند و به شب‌های سرد روی آب بسته می‌شود…». مؤلف در ادامه به طرز تهیهٔ یخ همان گونه که شاردن فرانسوی توصیف نموده اشاره می‌کند.
معماری یخچالها و فن ساختمانی آن‌ها به گونه‌ای است که دقت و نکته سنجی معماران این واحدها را به نکات عمده مهمی چون عایق‌کاری بنا، حفظ برودت مناسب جهت نگهداری یخ، مصالح ساختمانی و چگونگی تهیه یخ می‌رساند.
یخچالها متشکل از سه بخش می‌باشند:
- دیوار طویل سایه انداز
- حوضچه‌های تولید یخ
- مخزن یخ

مخازن یخ نیز خود به دو گونه‌اند:
- مخازن گنبدی شکل به صورت پوشش بارک مخروطی
- مخازن تونلی شکل به صورت دهلیز مستطیل شکل دراز

## معماری یخچالها

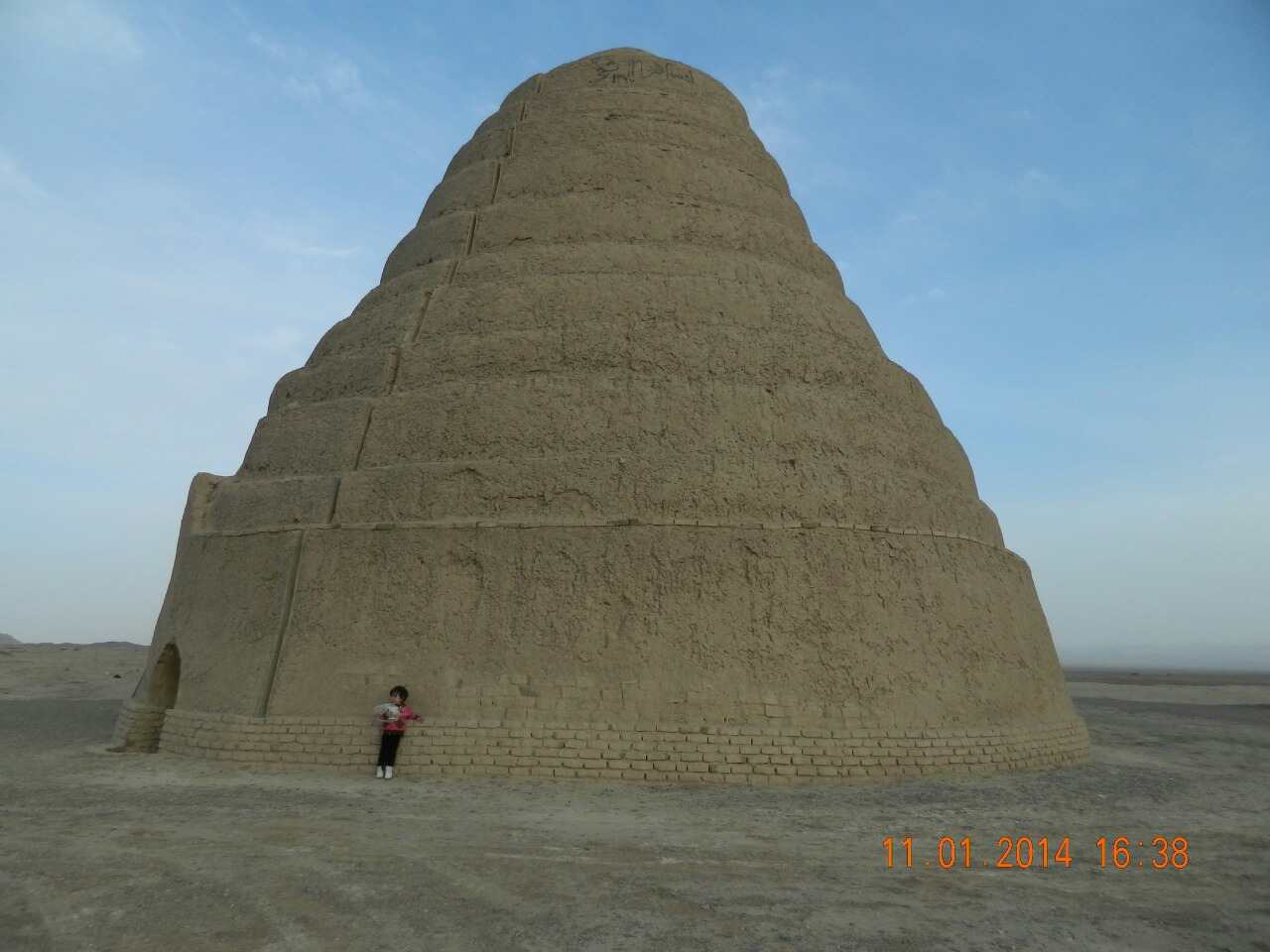
یخدانی در گناباد

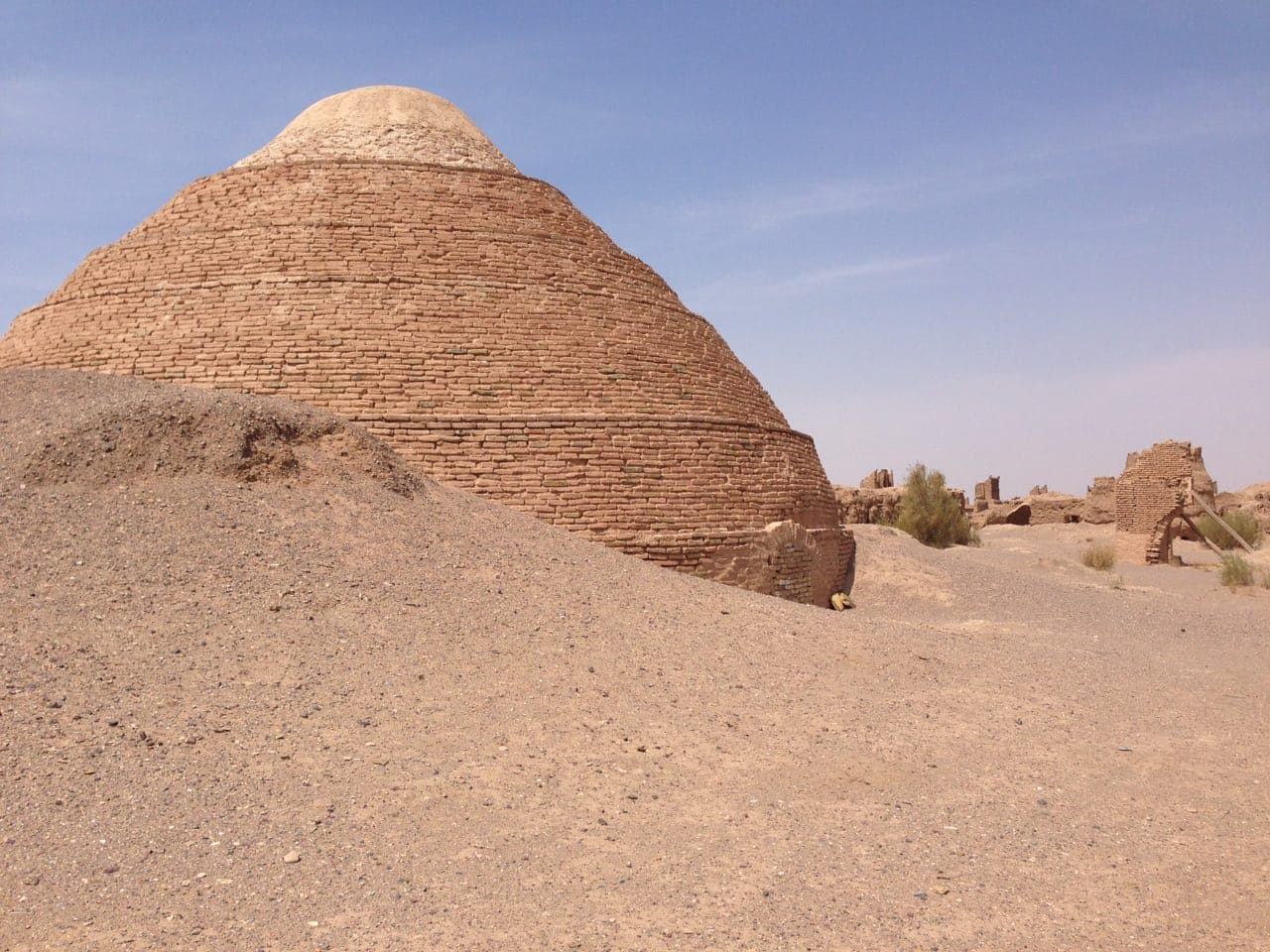
آب انبار و یخچال کویرعمرانی گناباد

فن ساختمانی و شیوه معماری یخچالها باید پاسخگوی مسائلی چون عایقکاری بنا و حفظ برودت مناسب جهت نگهداری یخ باشد.
یخچالها متشکل از سه قسمت می‌باشند:
1. دیوار طویل سایه‌انداز
2. حوضچه‌های تولید یخ
3. مخزن یخ

### دیوار سایه‌انداز
دیوار سایه انداز، دیوار طویل بسیار بلندی بوده که از مشرق به مغرب کشیده می‌شده‌است. ارتفاع بلند این دیوارها که گاهی تا ۱۰ متر می‌رسد، در طول روز از تابش آفتاب بر روی آب‌های منجمد شده در حوضچه‌ها جلوگیری می‌کند. در صورتی که در مشرق و مغرب کمی آفتاب بر روی سطوح یخ می‌تابید، در این نقاط نیز دیوارهای سایه انداز جانبی متصل به دیوار اصلی احداث می‌کردند. برای کم کردن فشار وارده بر پایه در طول دیوار، طاق‌نماهای متعددی احداث می‌شد که علاوه برکمک به ایستایی دیوار، ایجاد سایه روشن در نمای دیواره نموده و از یکنواختی آنان می‌کاهد، مانند یخچال مویدی در کرمان و یخچال عباس‌آباد در رفسنجان.
گاه جهت استحکام بیشتر دیوار سایه انداز، اقدام به احداث پشتبندهای بزرگ در قسمت جنوبی دیوار می‌کردند

### حوضچه‌های تهیه یخ
گودال مستطیل شکلی است که به موازات دیوار سایه انداز و در بخش شمالی آن حفر شده و طول آن اندکی کمتراز طول دیوار و عمق آن، ۳۰ الی ۵۰ سانتیمتر و گاه بیشتر بوده‌است. این گودال، محل تهیه یخ در شبهای سرد زمستان بوده‌است بدین ترتیب که شبهای زمستان آن‌ها را از آب پر می‌کردند و صبحگاهان پس از منجمد شدن آب، یخ را قطعه قطعه می‌کردند و در مخازن جمع‌آوری می‌کردند.

### مخزن یخ
این مخازن معمولاً در پشت دیوار سایه انداز و در بخش جنوبی آن واقع شده‌اند و به وسیلهٔ یک یا چند مدخل ورودی به بخش شمالی و رو به سوی حوضچه‌های تهیه یخ راه می‌یابند.
مخازن یخ بر دو نوع اند:
- مخازن گنبدی شکل
- مخازن تونلی شکل

#### مخازن گنبدی شکل
پوشش این نوع مخازن که معمولاً از چینه یا خشت خام است، در اکثر نقاط ایران به صورت پوشش بستو یا رک مخروطی می‌باشد. این نوع پوشش به علت داشتن قابلیت باربری، در دهانه‌های وسیع به کار می‌رود.
دیوار گنبد در پاتاق دارای قطر زیاد و هر چه به رأس نزدیکتر می‌شود از قطر آن کاسته می‌شود. گاه معمار، برای کم کردن فشار وارده از گنبد بر پایه، آن را به صورت مطبق (پله پله) می‌سازند.
ورودی‌ها و خروجی‌های مخازن دارای ارتفاع کم بودند. ورودی مخازن معمولاً در جوار حوضچه‌های تولید یخ و رو به شمال قرار داشتند و به وسیلهٔ سطح شیبداری، جهت انتقال آسان یخ، به حوضچه‌ها مربوط می‌شدند. خروجی‌ها نیز، در مقابل ورودی قرار داشت و بواسطه اتاق کوچکی به بیرون راه می‌یافت. یخچالهای کاشان، ابرقو، کرمان، یزد، میبد و یخچال «میرفتاح» در ملایر از این نوع گنبد برخوردارند.

#### مخازن تونلی شکل
مخزن این نوع یخچالها به صورت دهلیز مستطیل شکل درازی هستند که به تونل     شباهت دارند. عرض این نوع دهلیزها حدود ۵ متر و طول آن‌ها گاه به ده‌ها متر می‌رسد و طاق آنها، عموماً به صورت ضربی یا طاق و تویزه بوده‌است. معمولاً در کنار این دهلیزها اتاق کوچکی قرار دارد که نصف آن در زیر      زمین واقع شده‌است و به وسیلهٔ پله‌های متعددی، به کف گودال یخ راه پیدا می‌کند.
یخچال "خلیلی " درتهران و یخچال" دوقوزپله" درارومیه از (آثار قاجاریه) از این نوع یخچالها هستند.
در وسط همه مخازن یخ، گودال‌های عمیق و بزرگی حفر می‌کرده‌اند که محل انبار یخ‌ها بوده‌است. شکل این گودالها در یخچال‌های گنبد دار، به صورت دایره با شعاعی تا حدود ۴ متر و گاه بیشتر، و در یخچالهای تونلی به صورت مستطیل و تقریباً به اندازه طول دهلیز می‌باشد. عمق این گودالهای یخ نیز متفاوت بوده و با توجه به میزان تولید یخ و نیز میزان رطوبت و سرمای کافی زمین، گاهی به ۱۰ متر نیز می‌رسد، مانند یخچال ویران شده سمنان در محل کنونی جهاد سازندگی و یخچال «خلیلی» تهران.
دیوار این گودالها از سنگ یا آجر با اندود کاهگل ساخته می‌شد و پشت آن با مصالح عایقی چون خاک زغال یا مصالح دیگر پوشیده می‌شد. جهت دستیابی به کف این گودال‌ها، از پله‌های کوچکی که در دیواره آن تعبیه می‌شد، استفاده می‌گردید. از آنجا که رطوبت و آب‌های حاصل از ذوب یخ، می‌توانست در پایه یخچال نفوذ نموده و اثر مخربی بگذارد، معماران برای پیشگیری از این فرسایش، چاهی در بیرون از یخچال حفر کرده و به وسیلهٔ مجاری باریکی که در کف گودال‌های یخ تعبیه می‌نمودند، آب حاصل از ذوب یخ را به این چاه‌ها هدایت می‌کردند.

## مصالح ساختمانی
خشت و گل، مهم‌ترین مصالح ساختمانی معماری کویر و بالاخص معماری یخچالها را تشکیل می‌دهد، زیرا نه تنها به آسانی تهیه و در دسترس می‌باشد، بلکه بهترین عایق گرما از بیرون به درون و سرما از درون به بیرون می‌باشند و همچنین کاهگل عایق خوبی برای جلوگیری از نفوذ رطوبت حاصل از برف و باران به حساب می‌آید. ضمناً رنگ خاکی اندود یا خشت، از انعکاس نور شدید و گاه زننده و تند آفتاب می‌کاهد.
سنگ و آجر نیز از مصالح ساختمانی مهمی هستند که به علت استحکام و در دسترس بودن و ارزان بودن شان، در بنای یخچالها به کار می‌رفته‌اند. از سنگ معمولاً در پایه، و از آجر در طاقها استفاده می‌شده‌است. در چنین مواردی نمای خارجی یخچال، حتماً با اندود کاهگل پوشش می‌یافت. به علاوه، دیواره گودال یخ را نیز با سنگ یا آجر می‌ساختند و با کاهگل اندود می‌کردند.

## تزئینات یخچالها
تزئینات یخچالها، علی‌رغم سادگی، از زیبایی و جاذبه‌ای چشمگیر برخوردارند. به خصوص اینکه این تزئینات، فقط با یک مصالح و یک رنگ خشت تجلی یافته‌است. معمار با ذوق، با برگزیدن ساده‌ترین راه‌ها، با پس و پیش گذاشتن خشت‌ها، یا ایجاد فضاهای کوچک خالی یا ایجاد برجستگی، در داخل مخازن یا در بخش فوقانی دیوارها و همچنین با ایجاد طاق‌نماهای متعدد در طول آن، از یکنواختی کسل‌کننده بدنه‌های صاف و یکدست دیوارها، کاسته‌است. یخچالهای کاشان، یخچال در کرمان، یخچال عباس‌آباد در رفسنجان و یخچال موجود در ارگ بم، به این تزئینات زیبا مزین شده‌اند.

## طرز تولید و برداشت یخ
برای تهیه یخ، حوضچه‌هایی را که در پای دیوار سایه انداز احداث می‌شد، در شبهای سرد زمستان تا سطح معینی از آب پر می‌کردند. سرمای شدید شب هنگام، موجب یخ بستن آب این حوضچه‌ها می‌شد. مقدار آبی که در شبهای بعد، بر روی این توده‌های منجمد هدایت می‌شد، به اندازه‌ای بود که سرمای یک شب بتواند آن را منجمد کند. به‌طور کلی، ارتفاع آب روی سطوح یخ قبلی، از چند سانتیمتر تجاوز نمی‌کرد و این کار آنقدر تکرار می‌شد تا قطر یخها، به اندازه عمق حوضچه‌ها می‌رسید.
پس از آن، یخچال داران، صبحگاهان، به جان یخ‌ها می‌افتادند و با پتک یا وسایل دیگر، یخ‌ها را قطعه قطعه می‌کردند و هر قطعه را با غل و زنجیر به مخزن یخ منتقل کرده و به داخل گودال می‌ریختند.
یخچال‌داران برای اینکه در تابستان بتوانند از قطعات یخ داخل مخزن به راحتی برداشت کنند، هنگام انبار کردن بین لایه‌های مختلف یخ، کاه یا ساقه‌های گندم می‌ریختند و در بعضی از شهرها مثل اصفهان از یک نوع جگن که در کنار رودها روئیده می‌شد، بهره گرفته و روی یخ‌ها را با آن می‌پوشاندند. در پاره‌ای از مناطق کویری، روی آن را با یک قشر گل اندود می‌کردند. آنگاه، ورودی‌های یخچالها را نیز تیغه کرده و با کاهگل کردن روی آن، تمام منافذ را می‌گرفتند.
هنگامی که هوا رو به گرمی می‌رفت و ضرورت استفاده از یخ احساس می‌شد، یخ کش‌ها با چکمه‌ها و نیم تنه‌های لاستیکی و چنگک‌های آهنی، توده‌های یخ را از گودال بیرون کشیده و به پای ترازوی بزرگی که هر کفه آن به لنگه دری شباهت داشت و به وسیلهٔ چهار رشته زنجیر، به سقف اتاقک مجاور آویزان بودند، می‌آوردند. درب این اتاقک‌ها را که در قسمت خروجی یخچال قرار داشت، فقط صبح‌ها یا هنگام غروب باز می‌کردند و به تدریج یخ‌ها را شکسته و جهت فروش به بازار می‌بردند. این یخچالها در تمام فصول سال دارای یخ بودند.

## آسیب‌پذیری یخچالها
علیرغم وجود مصالحی مقاوم و متناسب با شرایط اقلیمی، کم و بیش خطراتی وجود این بناها را تهدید می‌کند که به مواردی چند از آن اشاره می‌شود:
1. به علت منفرد بودن بنا در فضایی نسبتاً باز، بادهای تند و توفان‌های شدید کویری، که معمولاً شن و ماسه را به همراه دارند، می‌توانند از عوامل مهم فرسایش یخچالها به‌شمار آیند.
2. رطوبت، پدیده‌ای است که هر چند در معماری قدیمی یخچال‌ها، تا حدودی از قدرت فرساینده‌اش پیشگیری شده‌است، لیکن نفوذ تدریجی آب حاصل از ذوب احتمالی یخ‌ها و همچنین آبی که به حوضچه‌های تولید یخ هدایت می‌شد، به علت کمی فاصله موجود بین آن‌ها و دیوار سایه انداز می‌توانسته‌است اثرات مخربی داشته باشد.
3. کم شدن منزلت فرهنگی، اعتباری و اقتصادی یخچالها به خاطر رواج روزافزون صنعت مدرن یخ سازی، چهره‌ای متروک به یخچالها بخشیده‌است. همین بی‌توجهی، باعث بی‌هویت شدن آنان گردیده و همه، شرایط مناسب را جهت ویرانی بنا فراهم می‌آورند.

## نگارخانه

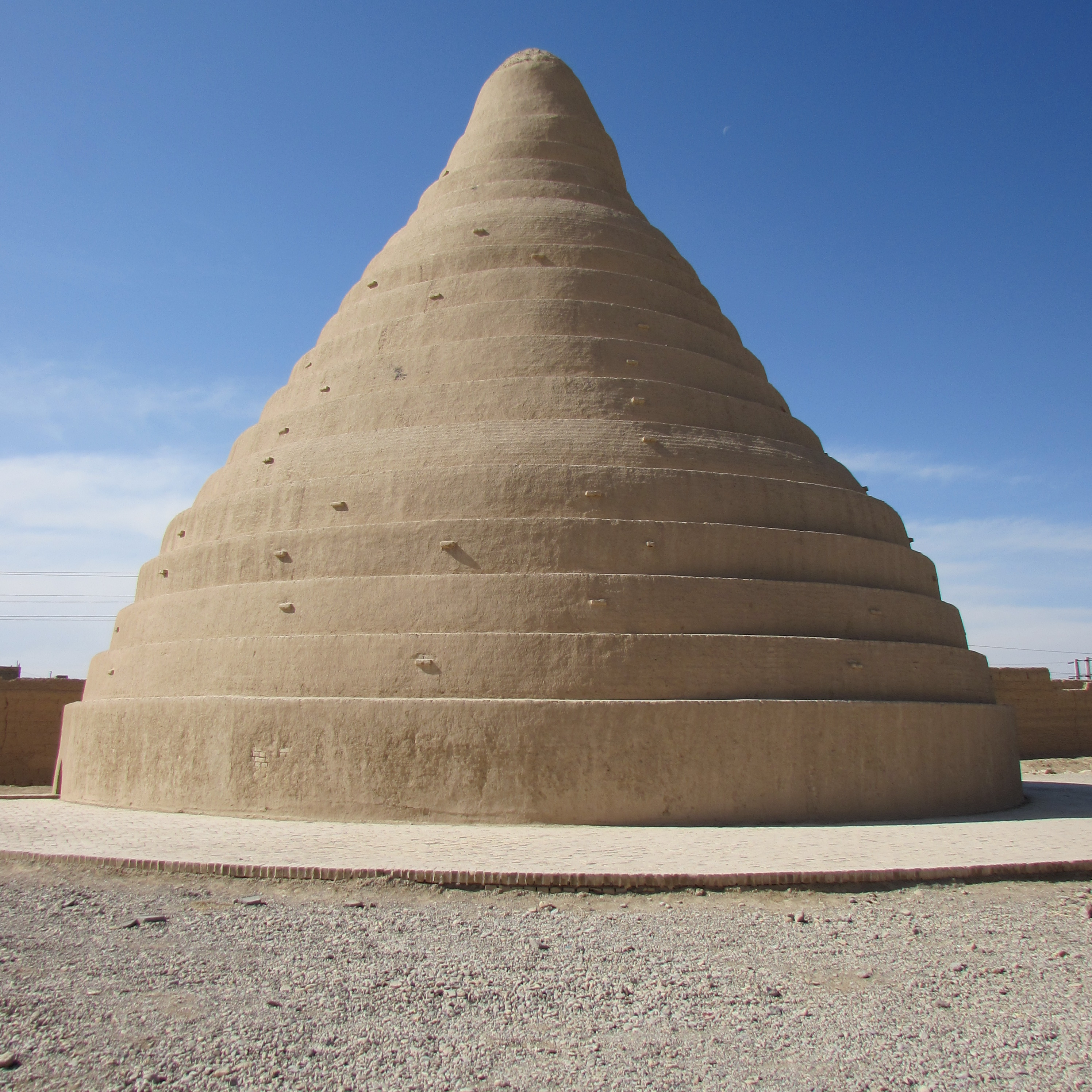
یخچال خشتی ابرکوه
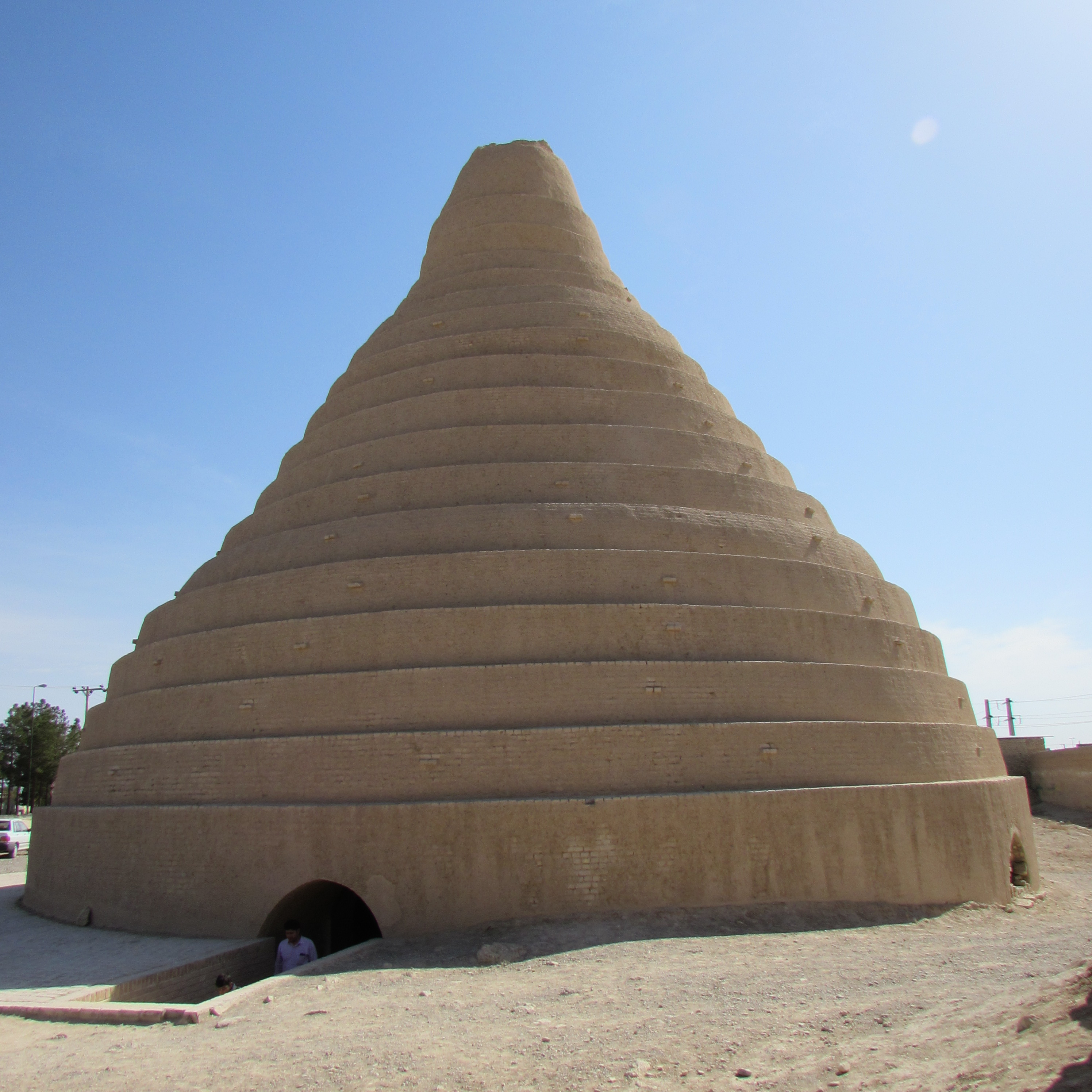
یخچال خشتی ابرکوه
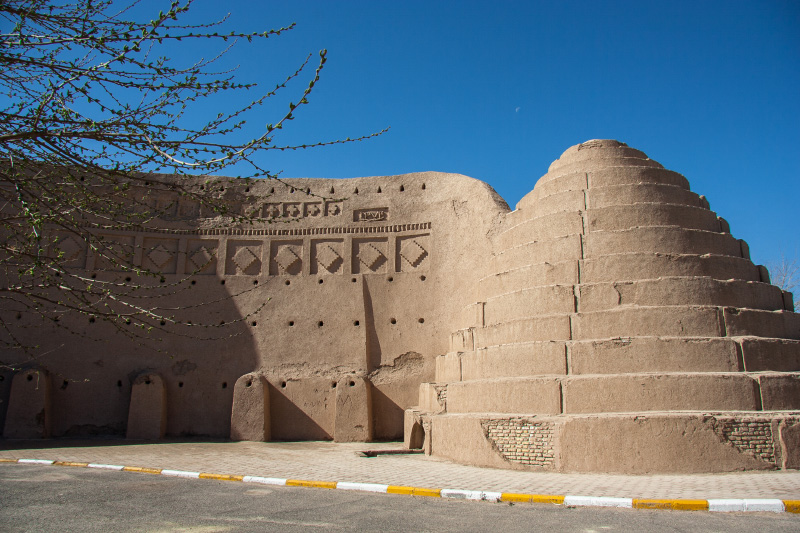
یخدان‌های دوقلوی سیرجان
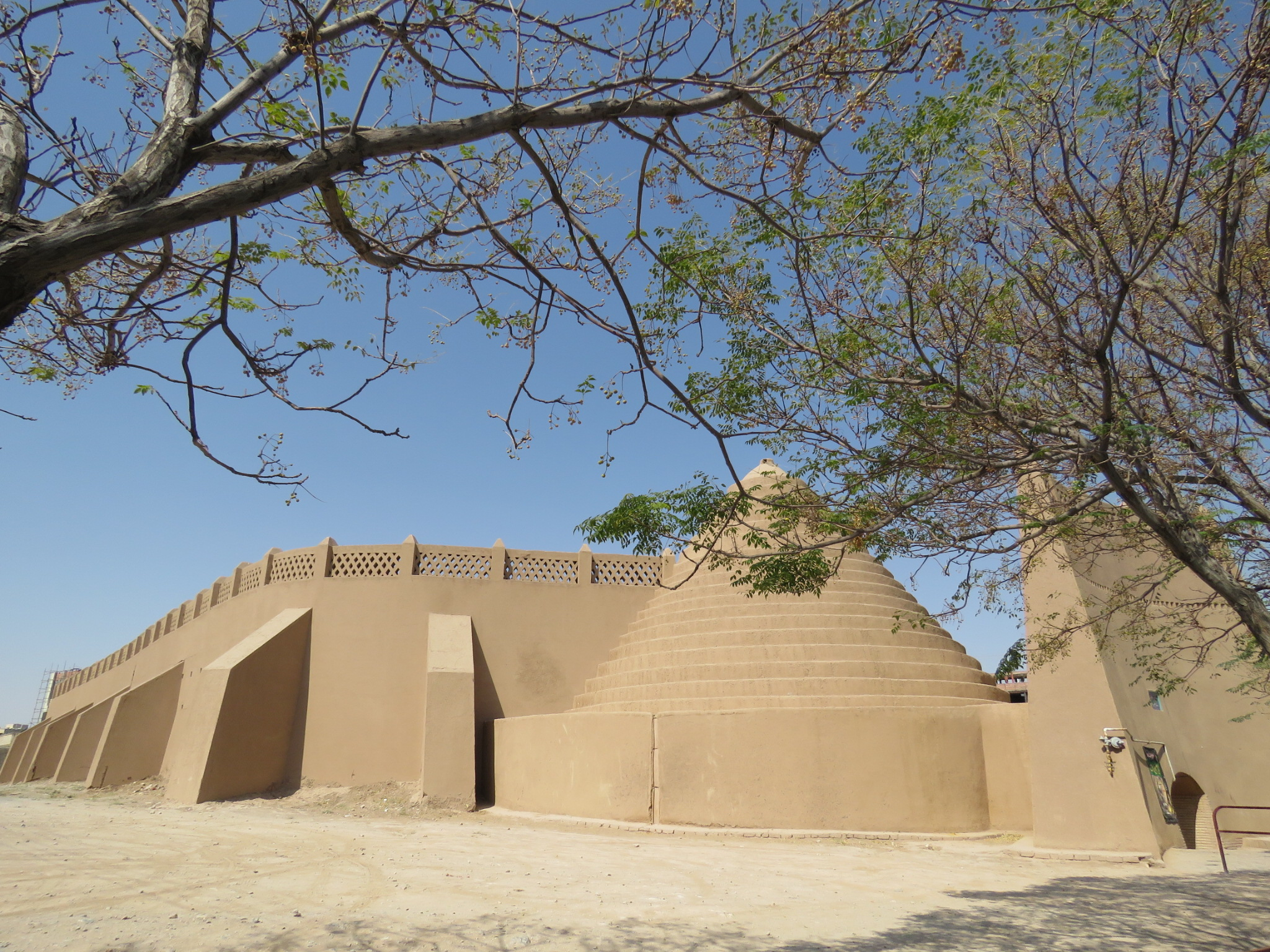
یخدان جو مؤیدی کرمان
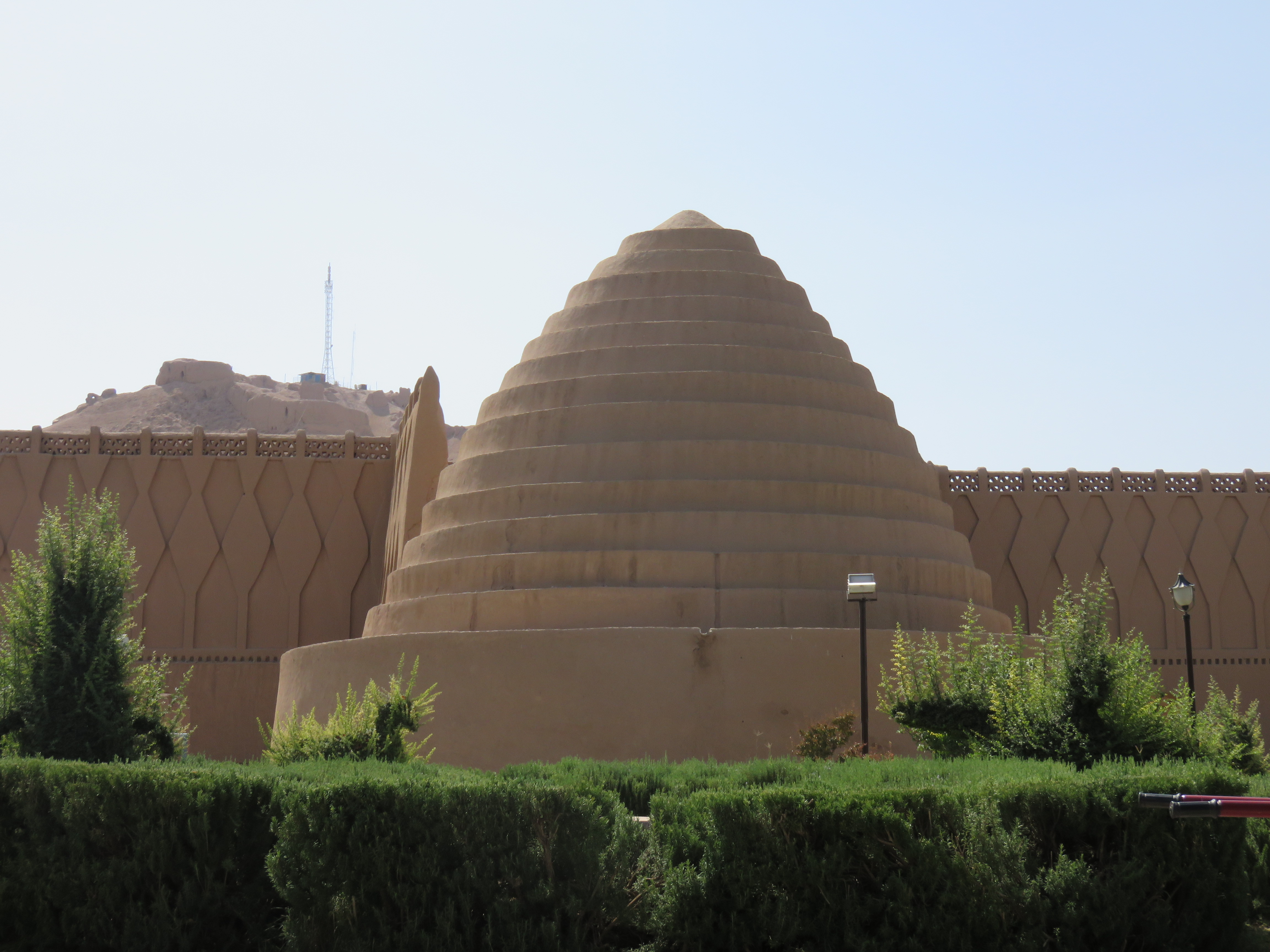
یخدان زریسف کرمان